# Giải vô địch bóng đá Nam Mỹ 1946
Giải vô địch bóng đá Nam Mỹ 1946 là giải vô địch bóng đá Nam Mỹ lần thứ 19, diễn ra ở Buenos Aires, Argentina từ 17 tháng 1 đến 10 tháng 2 năm 1946. Giải đấu có 6 đội tuyển tham gia, đấu vòng tròn tính điểm để chọn ra nhà vô địch. Đương kim vô địch Argentina bảo vệ được chức vô địch sau khi vượt qua Brasil ở lượt trận đấu cuối.

## Địa điểm
| Buenos Aires                             | Buenos Aires           | Avellaneda           |
| ---------------------------------------- | ---------------------- | -------------------- |
| Sân vận động Tưởng niệm Antonio Vespucio | Sân vận động Gasómetro | Sân vận động Độc lập |
| Sức chứa: 67.664                         | Sức chứa: 75.000       | Sức chứa: 57.858     |
|                                          |                        |                      |

## Kết quả
| Đội       | Pld | W | D | L | GF | GA | GD  | Pts |
| --------- | --- | - | - | - | -- | -- | --- | --- |
| Argentina | 5   | 5 | 0 | 0 | 17 | 3  | +14 | 10  |
| Brasil    | 5   | 3 | 1 | 1 | 13 | 7  | +6  | 7   |
| Paraguay  | 5   | 2 | 1 | 2 | 8  | 8  | 0   | 5   |
| Uruguay   | 5   | 2 | 0 | 3 | 11 | 9  | +2  | 4   |
| Chile     | 5   | 2 | 0 | 3 | 8  | 11 | −3  | 4   |
| Bolivia   | 5   | 0 | 0 | 5 | 4  | 23 | −19 | 0   |

## Trận đấu
| Argentina                   | 2–0 | Paraguay |
| --------------------------- | --- | -------- |
| De la Mata 6' · Martino 43' |     |          |

| Brasil                        | 3–0 | Bolivia |
| ----------------------------- | --- | ------- |
| Heleno 47', 78' · Zizinho 65' |     |         |

| Uruguay    | 1–0 | Chile |
| ---------- | --- | ----- |
| Medina 34' |     |       |

| Chile                     | 2–1 | Paraguay  |
| ------------------------- | --- | --------- |
| Araya 48' · Cremaschi 68' |     | Rolón 14' |

| Argentina                                                           | 7–1 | Bolivia    |
| ------------------------------------------------------------------- | --- | ---------- |
| Labruna 34', 89' · Méndez 39', 60' · Salvini 75', 84' · Loustau 79' |     | Peredo 67' |

| Brasil                                | 4–3 | Uruguay                       |
| ------------------------------------- | --- | ----------------------------- |
| Jair 1', 16' · Heleno 39' · Chico 44' |     | Medina 25', 70' · Vázquez 37' |

| Paraguay                                            | 4–2 | Bolivia                           |
| --------------------------------------------------- | --- | --------------------------------- |
| Genés 30' · Benítez Cáceres 44' · Villalba 67', 88' |     | Coronel 20' (l.n.) · González 42' |

| Argentina                        | 3–1 | Chile         |
| -------------------------------- | --- | ------------- |
| Labruna 39', 60' · Pedernera 65' |     | Alcántara 85' |

| Uruguay                               | 5–0 | Bolivia |
| ------------------------------------- | --- | ------- |
| Medina 1', 25', 30', 78' · García 75' |     |         |

| Brasil      | 1–1 | Paraguay     |
| ----------- | --- | ------------ |
| Norival 63' |     | Villalba 31' |

| Argentina                               | 3–1 | Uruguay      |
| --------------------------------------- | --- | ------------ |
| Pedernera 8' · Labruna 46' · Méndez 72' |     | Riephoff 59' |

| Brasil                                | 5–1 | Chile               |
| ------------------------------------- | --- | ------------------- |
| Zizinho 4', 41', 46', 71' · Chico 89' |     | Salfate 84' (ph.đ.) |

| Chile                              | 4–1 | Bolivia    |
| ---------------------------------- | --- | ---------- |
| Araya 9', 39' · Cremaschi 49', 78' |     | Peredo 50' |

| Paraguay                     | 2–1 | Uruguay        |
| ---------------------------- | --- | -------------- |
| Villalba 37' · Rodríguez 75' |     | Schiaffino 57' |

| Argentina       | 2–0 | Brasil |
| --------------- | --- | ------ |
| Méndez 14', 20' |     |        |

### Vô địch
| Vô địch Cúp bóng đá Nam Mỹ 1946 Argentina Lần thứ tám |

## Danh sách cầu thủ ghi bàn
7 bàn
- José María Medina

5 bàn
| - Ángel Labruna | - Norberto Doroteo Méndez | - Zizinho |

4 bàn
- Juan Bautista Villalba

3 bàn
| - Heleno | - Jorge Araya | - Atilio Cremaschi |

2 bàn
| - Adolfo Pedernera - Juan Carlos Salvini | - Miguel Peredo - Chico | - Jair |

1 bàn
| - Vicente De la Mata - Félix Loustau - Rinaldo Martino - Zenón González - Norival | - Juan Alcántara - Santiago Salfate - Benítez Cáceres - Alejandrino Genés - Abino Rodríguez | - Porfirio Rolón - José García - José Antonio Vázquez - Juan Pedro Riephoff - Raúl Schiaffino |

phản lưới nhà
- Juan Bautista Coronel (trong trận gặp Bolivia)